# Франц Карл фон Ауершперг
Франц Карл фон Ауершперг (на немски: Franz Karl 3.Fürst von Auersperg) е от 1705 г. 3. княз на Ауершперг и 3. херцог на Мюнстерберг, императорски генерал.

## Биография
Роден е на 22 ноември 1660 година във Виена, Хабсбургска монархия. Той е вторият син на 1. княз Йохан Вайкхард фон Ауершперг (1615 – 1677) и съпругата му Мария Катарина фон Лозенщайн (1635 – 1691), дъщеря на граф Георг Ахац фон Лозенщайн-Гшвендт (1597 – 1653) и графиня Мария Анна Франциска фон Мансфелд-Фордерорт († 1654), дъщеря на граф Бруно III фон Мансфелд-Фордерорт (1576 – 1644). Брат е на Йохан Фердинанд фон Ауершперг (1655 – 1708), 2. княз на Ауершперг, 2. херцог на Мюнстерберг, и на Леополд (1662 – 1705, Торино, Италия), дипломат.
Франц Карл фон Ауершперг е на 20 години хауптман в имперската войска. През 1683 г., след края на Втората обсада на Виена от турците, той занася новина на император Леополд I след битката при Каленберг. След това той става полковник, кемерер, губернатор на Карловац, частен съветник и генералфелдойгмайстер.
През 1705 г. той става след брат си Йохан Фердинанд херцог на Мюнстерберг, след една година той замества императора при княжеското събрание в Силезия. Франц Карл фон Ауершперг наследява на 6 август 1708 г. по-големия си брат Йохан Фердинанд фон Ауершперг.
Умира на 6 ноември 1713 година в Пишелсдорф ам Енгелбах/Гшвендт в Горна Австрия.

## Фамилия
Франц Карл фон Ауершперг се жени на 26 февруари 1685 г. във Виена за графиня Мария Тереза фон Рапах (* 23 юли 1660 в Аленщайг; † 20 януари 1741 във Виена), дъщеря на граф Карл Фердинанд фон Рапах (1620 – 1664) и графиня Мария Терезия фон Брандис († 1687). Те имат шест деца:
- Мария Елеонора (* 4 август 1686; † 11 август 1686)
- Франц Антон (* 5 септември 1688; † 21 ноември 1688)
- Мария Анна (* 8 септември 1690; † 6 юли 1725)
- Мария Франциска Йозефа (* 4 октомври 1691; † 6 юли 1725), омъжена на 18 май 1721 г. за граф Йохан Йозеф фон Бройнер (* 1687/88; † 2 януари 1762)
- Леополд (* 22 февруари 1694; † 1704)
- Хайнрих Йозеф Йохан фон Ауершперг (* 24 юни 1697, Виена; † 9 февруари 1783, Виена), 4. княз на Ауершперг, херцог на Мюнстерберг и Франкенщайн, др., Орден на Златното руно 1739, женен I. на 21 май 1719 г. за принцеса Мария Доминка фон Лихтенщайн (* 5 август 1698; † 3 юни 1724), II. на 7 май 1726 г. за графиня Мария Франциска Траутзон фон Фалкенщайн (* 11 август 1708, Виена; † 2/12 април 1761, Виена)